# 1976 în jocuri video
Acest articol prezintă evenimente importante legate de jocuri video din anul 1976. Vezi și istoria jocurilor video.

## Evenimente
În 1976 au apărut jocuri noi ca  Road Race, Night Driver, Heavyweight Champ, Sea Wolf sau Breakout. Cel mai bine vândut joc arcade al anului a fost jocul Namco F-1 în Japonia și jocul Midway Sea Wolf în Statele Unite.
Octombrie – Warner Communications achiziționează Atari de la Nolan Bushnell pentru 28 de milioane USD. Bushnell rămâne președinte.
Sunt vândute 3,5 milioane de jocuri video, ceea ce aduce industriei jocurilor video cu amănuntul venituri de 242 milioane USD.
În Statele Unite sunt vândute 54.000 de mașini arcade pentru jocuri video și 310.000 de cartușe ROM de jocuri video pentru acasă.

### Companii
Companii noi: Apple Computer, Data East

### Reviste
În iunie a apărut primul număr al revistei Dragon - publicată de TSR, Inc. Ultimul număr tipărit a fost 359 în septembrie 2007.